# Chișlaca
Chișlaca – wieś w Rumunii, w okręgu Arad, w gminie Craiva. W 2011 roku liczyła 699 mieszkańców. 